# Добре (кратер)
Добре (лат. Daubrée) — кратер на Місяці, в області Гемських гір. Діаметр — 15 км, координати центру — 15°44′ пн. ш. 14°45′ сх. д. / 15.73° пн. ш. 14.75° сх. д. Названий на честь французького геолога 19 століття Габріеля Огюста Добре. Ця назва з'явилася на карті, виданій 1973 року НАСА, і того ж року була затверджена Міжнародним астрономічним союзом. До того цей кратер називався «Менелай S» за ім'ям сусіднього кратера Менелай. Сателітних кратерів не має.
Добре розташований на північно-східному краю Озера Зими, де лавові рівнини цього озера межують із невисокими хребтами Гемських гір. Поряд із ним — за 17 км на північний схід — лежить яскравий кратер Менелай, а за 55 км на південний схід — менш помітний кратер Ауверс. На північному заході від Добре знаходиться Озеро Радості.

## Опис

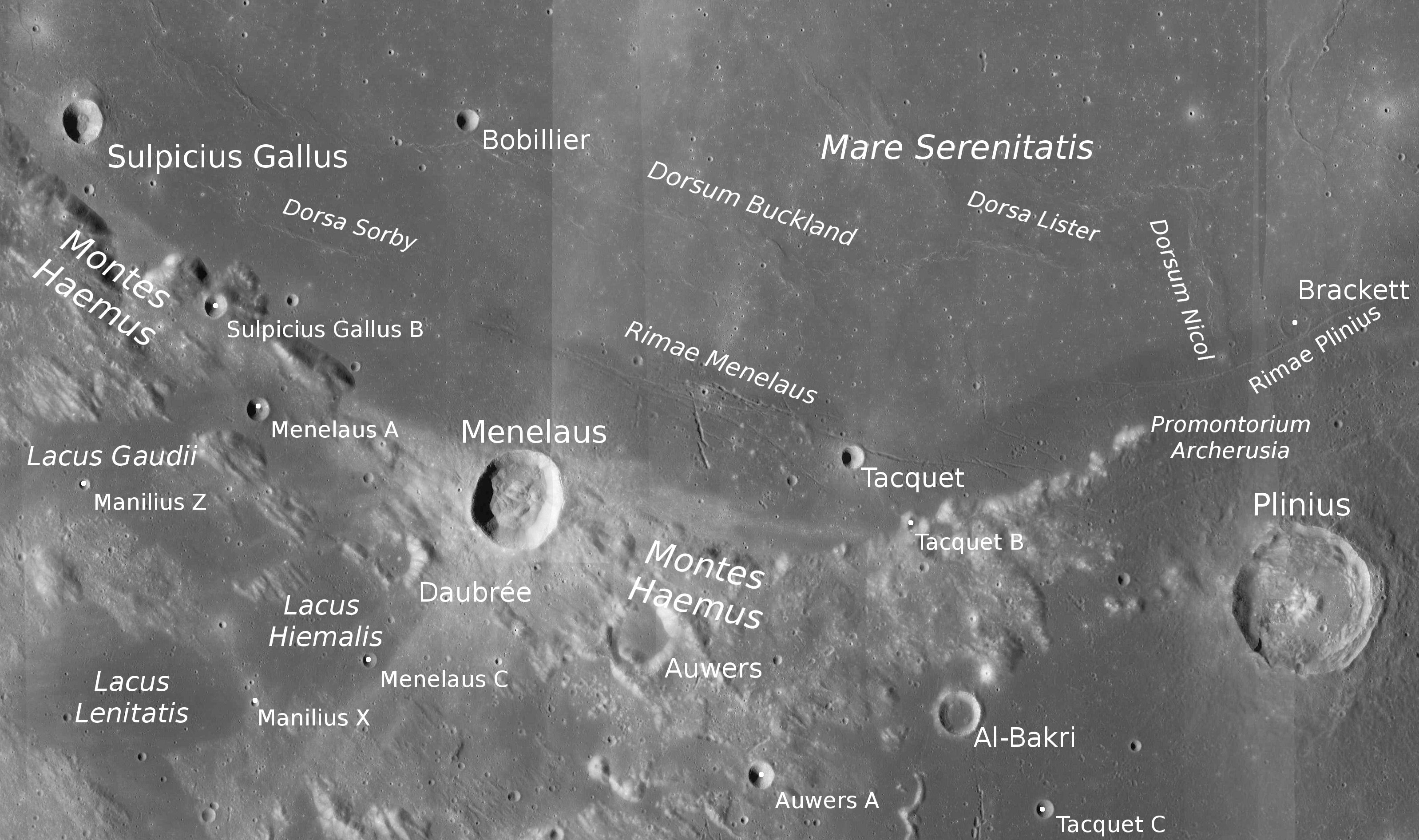
Карта регіону. Добре — в лівій частині, дещо лівіше й нижче примітного кратера Менелай.

На півночі та сході Добре межує з пагорбами Гемських гір, а на півдні та заході — здебільшого з лавовими рівнинами. Вал кратера сильно зруйнований, і на північному заході відсутній. Велика прогалина є й на півдні. Найбільшої висоти (1,65 км над дном) він сягає на сході. Дно Добре, як і навколишні ділянки, залите лавою. Над її поверхнею височіє незатоплена верхівка центральної гірки висотою близько 100 м і діаметром 1,5 км. На дні Добре, як і на сусідніх морських ділянках, багато дрібних кратерів. Найбільший з них — кратер діаметром близько 1 км, розташований на південному заході дна. Тріщин на дні, терас на схилах та променевої системи Добре не має.